# Myomimus setzeri
Myomimus setzeri és una espècie de mamífer rosegador esciüromorf de la família Gliridae. Es troba a l'Azerbaijan, l'Iran i Turquia.
La seva distribució és molt poc coneguda. Es troba a l'est de Turquia, l'Azerbaidjan i al nord-oest de l'Iran. A Turquia es coneix la seva presència en només tres localitats. L'elevació on se'l pot trobar oscil·la entre 1.500 i 2.800 m. Els seus hàbitats naturals varien des de boscos humits a semidesèrtics.
Aquest tàxon fou anomenat en honor del mastòleg estatunidenc Henry W. Setzer.